# آسفورتیامین
آسفورتیامین(به انگلیسی: Acefurtiamine) (INN) یک آنالوگ ویتامین B۱ است. در دوزهای کافی به عنوان ماده ضد درد عمل می کند. 